# Откур-Романеш
Отку́р-Романе́ш (фр. Hautecourt-Romanèche) — коммуна во Франции, находится в регионе Рона — Альпы. Департамент коммуны — Эн. Входит в состав кантона Сейзерья. Округ коммуны — Бург-ан-Бресс.
Код коммуны — 01184.

## Население
Население коммуны на 2010 год составляло 773 человека.
| 1962 | 1968 | 1975 | 1982 | 1990 | 1999 | 2010 |
| ---- | ---- | ---- | ---- | ---- | ---- | ---- |
| 257  | 268  | 456  | 549  | 588  | 676  | 773  |